# Suhail al-Hindi
Suhail Ahmed Hassan al-Hindi o Suhail al-Hindi (Gaza, 4 de julio de 1964) (سهيل الهندي) es un miembro del buró político de Hamás desde 2017.

## Biografía
Suhail al-Hindi nació el 6 de julio de 1964 en el campo de refugiados palestinos de Jabalia, en el norte de la Franja de Gaza. Tiene dos hijos y siete hijas. En 2016, recibió un doctorado en filosofía de la educación de la Universidad de El Cairo, en Egipto.

## Trayectoria
En 1981, comenzó su carrera militando en los Hermanos Musulmanes cuando era un estudiante en Ramala. En 1982 ya era el presidente del Consejo de Estudiantes del Instituto de Profesores de Ramala. Fue uno de los dirigentes de las protestas de la Gran Marcha del Retorno de Gaza. Describió los Acuerdos de Oslo como «una vergüenza y humillación».
Desde 2012 fue presidente del sindicato de personal de la  Agencia de Naciones Unidas para los Refugiados de Palestina en Oriente Próximo (UNRWA) y director de una escuela primaria en Gaza, una escuela de la UNRWA para niños refugiados.
En 2000 ya era diputado del Sindicato de Empleados Árabes de la UNRWA. En 2003, era presidente del sector docente. Entre 2006 y 2016 fue presidente del Sindicato de Empleados de las cinco regiones afiliadas a la UNRWA.
En 2017, la UNRWA lo suspendió temporalmente después de ser elegido miembro del Politburó de Hamás para iniciar una investigación, ya que está prohibido participar en este tipo de organizaciones.  Como presidente del sindicato de trabajadores palestinos de UNRWA, Suhail al-Hindi, fue suspendido debido a que fuera elegido miembro del Politburó de Hamás. Posteriormente renunció en medio de las investigaciones. 
En marzo de 2023, apareció en un evento conmemorativo en Gaza dirigiéndose a la multitud, para subrayar que la resistencia contra la ocupación israelí continuaría.
En julio de 2023, apareció en la televisión libanesa, en un informe sobre una exhibición de armas organizada por Hamás en Gaza emitido por el canal Mayadeen TV,  afirmando que tenía un mensaje claro para el enemigo, que las Brigadas de Ezzeldin Al-Qassam  se estaban preparando para una batalla decisiva con el enemigo y que habían alcanzado los puntos más altos y profundos de Palestina, tanto en la superficie con cohetes como en los túneles subterráneos. 
En septiembre de 2023, en un evento en Gaza celebrando el aniversario de la retirada de Israel en 2005 de Gaza, Suhail al-Hindi elogió el fin de lo que describió como «esta cruel ocupación israelí desde Gaza».